# Ronnie Aldrich
Pour les articles homonymes, voir Aldrich.
Ronnie Aldrich, né Ronald Frank Aldrich le 15 février 1916 à Erith (Kent) et mort le 30 septembre 1993 à l'Île de Man, est un pianiste de jazz, arrangeur, chef d'orchestre et compositeur anglais. 

## Biographie
Fils unique d’un directeur de magasin, il a juste trois ans quand il commence à jouer du piano. Il étudie à Harvey Grammar School (en) (Folkestone) et apprend le violon à Guildhall School. Avant la Deuxième Guerre mondiale, Aldrich part en Inde jouer du jazz et dans les années 1940 il est le leader du groupe The Squadronaires, jusqu'à leur dissolution en 1964. 
Il a enregistré pour Decca Records dans les années 1960 et les années 1970 où il a excellé pour l'enregistrement de deux pistes de piano sur le même disque (Decca Phase 4 de la série stéréo) puis, dans les années 1980, Il a enregistré pour Seaward Ltd (sa propre société), reprise par EMI Group.
Il travaille aussi pour la radio BBC 2 avec son propre orchestre aussi bien qu'avec l'Orchestre de la BBC et l'Orchestre écossais de la BBC basé à Glasgow. Il a aussi enregistré des sessions spéciales éditées par le Reader's Digest.
Il a été nommé directeur musical à Thames Television et directeur musical pour le programme de divertissement The Benny Hill Show.
Dans ses dernières années de sa vie, il s'installe dans un château sur l'île de Man avec sa femme Mary. Il s'adonne à sa grande passion, la voile. Atteint d'un cancer de la prostate, il meurt dans sa demeure de l'île de Man le 30 septembre 1993 à l'âge de 77 ans.

## Discographie
- Melody and Percussion for Two Pianos (SP-44007) - 1961
- Ronnie Aldrich and His Two Pianos (SP-44018) - 1962
- The Magnificent Pianos of Ronnie Aldrich (SP-44029) - 1963
- The Romantic Pianos of Ronnie Aldrich (SP-44042) - 1964
- Christmas with Ronnie Aldrich (SP-44051) - 1964
- The Magic Moods of Ronnie Aldrich (SP-44062) - 1965
- That Aldrich Feeling (SP-44070) - 1965
- All Time Piano Hits (SP-44081) - 1966
- Where The Sun Is - 1966
- Two Pianos in Hollywood (SP-44092) - 1967
- Two Pianos Today! (SP-44100) - 1967
- For Young Lovers (SP-44108) - 1968
- This Way "In" (SP-44116) - 1968
- Its Happening Now (SP-44127) - 1969
- Destination Love (SP-44135) - 1969
- Togetherness - 1970
- Here Come the Hits! (SP-44143) - 1970
- Close to You - 1970
- Love Story (SP-44162) - 1971
- Great Themes To Remember - 1971
- Invitation To Love (SP-44176) - 1972
- Come to Where the Love Is (SP-44190) - 1972
- The Phase 4 Stereo World of Burt Bacharach - 1972
- Soft And Wicked (SP-44195) - 1973
- Top of the World (SP-44203) - 1973
- The Way We Were (SP-44209) - 1974
- In the Gentle Hours (SP-44221) - 1975
- Love (SP-44253) - 1975
- Reflections (SP-44264) - 1976
- Webb Country (SP-44278) - 1977
- With Love & Understanding (SP-44286) - 1977
- Melodies from the Classics (SP-44300) - 1978
- Emotions (SP-44310) - 1978
- Tomorrows Yesterdays - 1979
- For The One You Love - 1980
- One Fine Day - 1981
- Imagine - 1981
- Beautiful Music - 1982
- Nights Birds - 1982
- Sea Dreams - 1984
- For All Seasons - 1987
- Ronnie Aldrich, his Piano and Orchestra - 1988